# Aéroport de Tulita
L'aéroport de Tulita est un aéroport situé dans les Territoires du Nord-Ouest, au Canada.

## Compagnies et destinations
| Compagnies           | Destinations                      |
| -------------------- | --------------------------------- |
| North-Wright Airways | Déline, Norman Wells, Yellowknife |

Édité le 20/05/2025